# Marcella Albani
Marcella Albani, nome d'arte di Ida Fidalma Angela Maranca (Albano Laziale, 7 dicembre 1899 – Bad Godesberg, 11 maggio 1959), è stata un'attrice e produttrice cinematografica italiana, diva del cinema muto.

## Biografia
Nei primi tempi della carriera fece coppia sia nel lavoro che nella vita con l'aristocratico regista Guido Parish, seguendolo anche quando decise di trasferirsi in Germania. L'Albani riscosse un buon successo anche in quel paese continuandovi la propria carriera anche dopo la separazione da Parish.
Morì all'età di 59 anni a causa di un infarto cardiaco. Era sposata con Mario Franchini, giornalista e successivamente regista di due suoi film prodotti dall'Albani Film.

## Filmografia
- L'amplesso della morte, regia di Guido Parish (1919)
- Salvator, regia di Guido Parish (1920)
- Il tarlo distruttore, regia di Guido Parish (1920)
- Il romanzo di Nina, regia di Guido Parish (1920)
- La ruota del falco, regia di Luigi Maggi (1921)
- Il mistero del testamento, regia di Guido Parish (1921)
- Amore in fuga, regia di Guido Parish e Ermanno Geymonat (1921)
- La Madonna della robbia, regia di Guido Parish (1921)
- L'immortale, regia di Guido Parish (1921)
- La figlia delle onde, regia di Guido Parish (1921)
- La sposa perduta, regia di Guido Parish e Achille Consalvi (1921)
- Bufera, regia di Guido Parish (1921)
- Ferro di cavallo, regia di Guido Parish e Dante Cappelli (1922)
- Im Rausch der Leidenschaft, regia di Guido Parish (1923)
- Frauenschicksal, regia di Guido Parish (1923)
- Guillotine, regia di Guido Parish (1924)
- Das Spiel der Liebe, regia di Guido Parish (1924)
- Briefe, die ihn nicht erreichten, regia di Friedrich Zelnik (1925)
- Das Geheimnis der alten Mamsell, regia di Paul Merzbach (1925)
- La divorziata, regia di Victor Janson e Rudolf Dworsky (1926)
- Die Flucht in den Zirkus, regia di Guido Parish e Mario Bonnard (1926)
- Dagfin, regia di Joe May (1926)
- Da hält die Welt den Atem an, regia di Felix Basch (1927)
- Der Fluch der Vererbung, regia di Adolf Trotz (1927)
- Liebesreigen, regia di Rudolf Walther-Fein e Rudolf Dworsky (1927)
- Das Geheimnis des Abbe X, regia di Julius Brandt e William Dieterle (1927)
- Fürst oder Clown, regia di Aleksandr Razumnyj (1928)
- Die Pflicht zu schweigen, regia di Carl Wilhelm (1928)
- Die Dame in Schwarz, regia di Franz Osten (1928)
- L'imperatrice perduta (Geheimnisse des Orients), regia di Alexandre Volkoff (1928)
- Das letzte Souper, regia di Mario Bonnard (1928)
- Der Kampf ums Matterhorn, regia di Mario Bonnard e Nunzio Malasomma (1928)
- Vertauschte Gesichter, regia di Rolf Randolf (1929)
- Hingabe, regia di Guido Brignone (1929)
- Das Weib am Kreuze, regia di Guido Brignone (1929)
- Anschluß um Mitternacht, regia di Mario Bonnard (1929)
- La signora del mistero, regia di Henri Ménessier (1929)
- Sensation im Wintergarten, regia di Joe May e Gennaro Righelli (1929)
- Hríchy lásky, regia di Carl Lamac (1929)
- Sturmflut der Liebe, regia di Martin Berger (1929)
- Das Erlebnis einer Nacht, regia di Guido Brignone (1930)
- Masken, regia di Rudolf Meinert (1930)
- Corte d'Assise, regia di Guido Brignone (1930)
- Zaganella e il cavaliere, regia di Giorgio Mannini e Gustavo Serena (1932)
- Non son gelosa, regia di Carlo Ludovico Bragaglia (1933)
- Ritorno alla terra, regia di Mario Franchini (1934)
- La città dell'amore, regia di Mario Franchini (1934)
- Stradivari, regia di Géza von Bolváry (1935)
- Stradivarius, regia di Albert Valentin e Géza von Bolváry (1935)
- L'imperatore della California (Der Kaiser von Kalifornien), regia di Luis Trenker (1936)